# Workplace OS
Workplace OS és el prototip de sistema operatiu definitiu d'IBM de la dècada de 1990. És el producte d'un programa d'investigació exploratòria l'any 1991 que va donar lloc a un disseny anomenat Gran Teoria Unificadora de Sistemes (GUTS), que proposava unificar els sistemes del món com a personalitats generalitzades que cohabitaven simultàniament en una plataforma universalment sofisticada de marcs orientats a objectes en un micronucli. Desenvolupat en col·laboració amb Taligent i el seu sistema operatiu Pink importat d'Apple a través de l'aliança AIM, l'ambiciós Workplace OS tenia la intenció de millorar la portabilitat del programari i els costos de manteniment mitjançant la contractació agressiva de tots els proveïdors de sistemes operatius per convertir els seus productes en personalitats de Workplace OS. L'any 1995, IBM va informar que "prop de 20 corporacions, universitats i instituts d'investigació a tot el món han autoritzat el micronucli, establint les bases per a un estàndard de micronucli completament obert". Al nucli de la nova direcció estratègica unificada d'IBM per a tota l'empresa, el projecte també tenia la intenció de ser un punt de referència cap a les plataformes de maquinari PowerPC, per competir amb el duopoli de Wintel.
Amb un desenvolupament prolongat que abasta quatre anys i 2.000 milions de dòlars (o el 0,6% dels ingressos d'IBM durant aquest període), el projecte va patir un infern de desenvolupament caracteritzat per la política del lloc de treball, la variació de les característiques i l'efecte del segon sistema. Moltes suposicions clau idealistes fetes pels arquitectes d'IBM sobre la complexitat del programari i el rendiment del sistema mai es van provar fins massa tard en el desenvolupament i es van trobar que eren inviables. El gener de 1996, la primera i única previsualització comercial es va facturar sota la família OS/2 amb el nom "OS/2 Warp Connect (PowerPC Edition)" per a una comanda especial limitada per part de clients d'IBM selectes, com a producte paralitzat. Tota la plataforma Workplace OS es va suspendre al març a causa de la demanda molt baixa del mercat, inclosa la del maquinari PowerPC empresarial.
Un estudi de cas de la Universitat de Califòrnia va descriure el projecte Workplace OS com "una de les inversions de programari de sistemes operatius més importants de tots els temps" i "una de les majors fallades del sistema operatiu en els temps moderns".

## Visió general
El 1990, IBM va reconèixer que la indústria del programari estava en un estat de crisi perpètua. Això va ser degut al caos de la complexitat desmesurada de l'enginyeria de programari heretada pel seu llegat de pràctiques de programació procedimental des dels anys seixanta. Els grans projectes de programari eren massa difícils, fràgils, cars i requerien molt de temps per crear i mantenir; requerien massa programadors, que estaven massa ocupats amb la correcció d'errors i l'addició de funcions incrementals per crear noves aplicacions. Els diferents sistemes operatius eren aliens els uns als altres, amb les seves pròpies aplicacions propietat. IBM va imaginar "la vida després de la màxima entropia" mitjançant la "unificació dels sistemes operatius per fi" i volia establir una nova visió del món per al futur de la informàtica.

## Arquitectura
IBM va descriure la seva nova arquitectura de micronucli com a escalable, modular, portàtil, distribuïda client/servidor i oberta i totalment llicenciada tant en format binari com en codi font. :376–377Aquesta arquitectura unificada basada en micronucli estava pensada per permetre que tot el programari es tornés escalable tant cap amunt cap a l'espai de supercomputació com cap avall cap a l'espai mòbil i incrustat. :18–19
Aprofitant un únic micronucli, IBM volia assolir el seu gran objectiu d'unificació simplificant models de desenvolupament complexos en objectes i marcs reutilitzables, i tot mantenint una compatibilitat completa amb els sistemes heretats i patrimonials. :3 El suport de biblioteques múltiple permetria als desenvolupadors migrar progressivament els objectes de codi font seleccionats al mode de 64 bits, amb modes de 32 i 64 bits seleccionables al costat de l'altre. El llibre d'IBM sobre Workplace OS diu: "Potser podrem arribar a un sistema operatiu de 64 bits al llarg de la nostra vida". :19 IBM pretenia que els objectes compartibles reduïssin eventualment la petjada de cada personalitat, reduint-los a un perfil informàtic portàtil.
A la base de Workplace OS hi ha una bifurcació del microkernel Mach 3.0 (edició mk68) desenvolupada originalment per la Universitat Carnegie Mellon i molt modificada per l'Institut de Recerca de l'Open Software Foundation. Anomenat oficialment "IBM Microkernel", :14–15 :119proporciona cinc funcions bàsiques: IPC, suport de memòria virtual, processos i fils, conjunts d'amfitrió i processadors i suport d'E/S i interrupció.